# Dymitr Siemionowicz Sowicz Korsak
Dymitr Siemionowicz Sowicz (Sowa) Korsak herbu Lis – podsędek ziemski miński w latach1565-1579.
Poseł na sejm 1570 roku z województwa mińskiego.